# Пикан Ејкерс (Тексас)
Пикан Ејкерс (енгл. Pecan Acres) насељено је место без административног статуса у америчкој савезној држави Тексас.

## Демографија
По попису из 2010. године број становника је 4.099, што је 1.81 (79,1%) становника више него 2000. године.
| Група             | 2000.         | 2010.         |
| Белци             | 2.126 (92,9%) | 3.544 (86,5%) |
| Афроамериканци    | 2 (0,1%)      | 78 (1,9%)     |
| Азијати           | 0 (0,0%)      | 24 (0,6%)     |
| Хиспаноамериканци | 101 (4,4%)    | 355 (8,7%)    |
| Укупно            | 2.289         | 4.099         |